# Potok Mala Belica
Potok Mala Belica este o arie protejată (sit de importanță comunitară — SCI) din Croația întinsă pe o suprafață de 30,65 ha, integral pe uscat.

## Localizare
Centrul sitului Potok Mala Belica este situat la coordonatele 45°27′50″N 14°48′25″E / 45.464°N 14.807°E.

## Înființare
Situl Potok Mala Belica a fost declarat sit de importanță comunitară în iulie 2013 pentru a proteja 1 specie de animale.

## Biodiversitate
Situată în ecoregiunea alpină, aria protejată conține 1 habitat natural: Cursuri de apă de la nivel de câmpie la nivel montan, cu vegetație Ranunculion fluitantis și Callitricho-Batrachion.
La baza desemnării sitului se află o specie protejată de  nevertebrate: carabus variolosus nodulosus (Carabus (variolosus) nodulosus).